# Пенні Флейм
Дженніфер Кетчем (Jennifer Ketcham; нар. 22 лютого 1983, Орора, Колорадо, США), раніше відома як Пенні Флейм (англ. Penny Flame) — американська художниця та блогерка, колишня порноакторка і порнорежисерка.

## Біографія
Народилася 22 лютого 1983 року в місті Орора (штат Колорадо), виросла в Сан-Франциско.
Вивчала бізнес-адміністрування, плануючи кар'єру в сфері готельного менеджменту. 
В порноіндустрію потрапила в 2003 році, щоб оплатити навчання. Її перша сцена була в порнофільмі «Indian Givers». З 2005 року почала також кар'єру режисерки порнофільмів. Її псевдонім — посилання на пісню «Бітлз» «Penny Lane», а також на марихуану.
У 2009 році покинула порноіндустрію, знялася в 564 порнофільмах. Пройшла курс лікування від залежностей (наркозалежність та сексуальна залежність), стала героїнею ряду ток-шоу з проблем наркоманії та сексуальної залежності. 
Дженніфер Кетчем розірвала всі зв'язки з порноіндустрією, працює як практикуюча художниця, захоплюється співом і бальними танцями.

## Премії і номінації
- 2005 AVN Award за кращу сольну сцену — Repo Girl[4]
- 2006 XRCO Award for Best On-Screen Couple — Darkside (із Гершель Севадж)[5]
- 2006 AVN Award for Best Couples Sex Scene (Film) — Darkside (із Гершель Севадж)[6]
- 2006 AVN Award for Best Group Sex Scene (Film) — Darkside (with Alicia Alighatti, Діллан Лорен, Гілларі Скотт, Randy Spears and John West)
- 2008 AVN Award Краща актриса — Layout[7]
- 2008 AVN Award for Best Couples Sex Scene (Film) — Layout (with Tom Byron)
- 2008 F. A. M. E. Award — Favorite Oral Starlet[8]
- 2010 AVN Award: краща актриса другого плану — Throat: A Cautionary Tale[9]

## Вибрана фільмографія
Після назв фільмів вказані імена партнерів у сценах сексу.
- 2004: Women Seeking Women 7 — разом з Алісією (Alicia)
- 2004: Women Seeking Women 8 — разом з Чарлі Лейн
- 2004: Pussy Party 4 — разом з Чарлі Лейн, Джессі, Кайлою Марі (Kayla Marie), Лексі Марі, Мікайлою Кокс і Монікою Світхарт
- 2005: The 4 Finger Club 22 — разом з Каріною Кей (Karina Kay)
- 2005: The Art of Kissing 2 — разом з Монікою Світ (Monica Sweet)
- 2006: Women Seeking Women 24 — разом з Веронікою Сноу (Veronica Snow)
- 2006: Women Seeking Women 27 — разом з Айзіс Лав (Isis Love)
- 2006: Lesbian Seductions: Older/Younger 5 — разом з Kimmie Morr
- 2006: Lesbian Seductions: Older/Younger 7 — разом з Мішель Естон (Michelle Aston)
- 2006: Girlvana 2 — разом з Ді і Сатівою Роуз
- 2007: Taboo 23 — разом з Ніккі Бенц (сцена 6); — разом з Еваном Стоуном (сцена 7)
- 2007: No man's Land Interracial Edition 10 — разом зі Стейсі Кеш (Stacey Cash)
- 2007: No man's Land 42 — разом з Джесікою Лінн (Jessica Lynn) і Саваною Стерн (Savannah Stern)
- 2008: Women Seeking Women 39 — разом з Келлі Кляйн
- 2008: Women Seeking Women 45 — разом з Елексіс Монро
- 2009: girl's Guide to Girls
- 2010: Lezzy Land 2
- 2011: Bree Olson Uncovered
- 2012: Dyking Around
- 2013: All Holes No Poles 17
- 2014: Enormous Cocks
- 2017: Lesbian Roommates